# جيرمي كلايد
جيرمي كلايد (بالإنجليزية: Jeremy Clyde)‏ (و. 1941 – م) هو ممثل، وموسيقي، وكاتب غنائي من المملكة المتحدة . ولد في درني .

## التعليم
تعلم في كلية إيتون، والمدرسة المركزية للخطابة والدراما ‏

## روابط خارجية
- جيرمي كلايد على موقع IMDb (الإنجليزية)
- جيرمي كلايد على موقع قاعدة بيانات الأفلام العربية
- جيرمي كلايد على موقع ألو سيني (الفرنسية)
- جيرمي كلايد على موقع ميوزك برينز (الإنجليزية)
- جيرمي كلايد على موقع أول موفي (الإنجليزية)
- جيرمي كلايد على موقع قاعدة بيانات برودواي على الإنترنت (الإنجليزية)
- جيرمي كلايد على موقع قاعدة بيانات الأفلام السويدية (السويدية)
- جيرمي كلايد على موقع ديسكوغز (الإنجليزية)
- جيرمي كلايد على موقع قاعدة بيانات الفيلم (الإنجليزية)
- جيرمي كلايد على موقع كينوبويسك (الروسية)